# Ángel Norzagaray
Ángel Norzagaray (Guasave, 17 de agosto de 1961-Mexicali, 27 de diciembre de 2021) fue un dramaturgo, actor, poeta, docente y director de escena mexicano.

## Biografía

### Primeros años y estudios
Nació en Guasave, Sinaloa en 1961. Cursó estudios de Licenciatura en Actuación en la Universidad Veracruzana, y más tarde obtuvo un Doctorado en Letras Españolas en la Universidad de Valladolid.

### Carrera
Como dramaturgo, escribió destacadas obras como La emperatriz de la mentira, Los desventurados, Las devoradoras de un ardiente helado, El velorio de los mangos, Cartas al pie de un árbol, Elegías mexicalenses y El viaje de los cantores. También se desempeñó como docente en la Universidad Autónoma de Baja California, donde también ejerció cargos administrativos. Durante su carrera ganó diversos premios y reconocimientos, como el Premio Estatal de Periodismo, el Premio a Mejor Obra (por Cartas al pie de un árbol), la Medalla Xavier Villaurrutia y el Premio Estatal de Literatura (por su obra Choques).

### Fallecimiento
Falleció en la mañana del 27 de diciembre de 2021 a los sesenta años, luego de luchar durante varios años con un cáncer.